# 티브로드
티브로드(t-broad)는 대한민국의 유선방송 권역 가운데 서울, 경기, 인천, 대구, 부산, 세종, 전주 등 주요도시 21개 권역에서 사업하고 있는 대한민국의 MSO이다. 방송과 초고속 인터넷, VoIP(인터넷전화) 등의 사업과 한국케이블텔레콤(KCT)을 통한 이동통신사업(MVNO)을 준비 중이다. 아울러 총 350만명의 케이블 방송가입자를 확보하고 있는 국내 최대 복수 유선방송 사업자(MSO)로, 태광그룹 계열사다. 또한 오락, 영화, 르포, 패션, 드라마, 애니메이션 등 총 10개의 채널을 전국 케이블 TV 방송에 제공하고 있는 티캐스트(t.cast)()가 티브로드와 같은 태광그룹에 속해 있다. 2009년 5월 18일에 방송통신위원회(현 과학기술정보통신부)에서 큐릭스의 인수를 승인받았다.
2020년 4월 30일에 SK브로드밴드와 합병했다.

## 연혁
- 1994년 : 한국케이블TV전주방송주식회사
- 1997년 : 안양방송(현. ABC방송) 설립
- 2000년 : 수원방송, 중부방송, 천안방송(현. 중부방송에 통합) 인수
- 2001년 : 경기연합방송 설립
- 2003년 : 한빛방송, 기남방송, 새롬방송, 전주방송, 낙동방송, 동남방송, 서부산방송 인수
- 2004년 : 강서방송, 동대문케이블방송, 남동방송, 서해방송 인수
- 2005년 : GSD방송(현. 강서방송에 통합) 인수
- 2006년 : 상호명 변경 (태광MSO→티브로드), 디지털방송 "아이디지털" 상용화
- 2007년 : 인터넷전화 상용화
- 2008년 : (주)티브로드홀딩스로 상호변경
- 2009년 : 도봉강북방송, 노원방송, 광진성동방송, 서대문방송, 종로중구방송, 대구방송, 대경방송 인수
- 2011년 : 동서디지털방송(현.서부산방송에 통합) 인수, 새 CI 선포
- 2012년 : 콜센터 통합 (1877-7000)
- 2013년 : TCN방송, 대구케이블방송(향후 대구방송에 통합 예정) 인수, 스마트플러스 출시, 티브로드전주방송 분할설립
- 2014년 : UHD 방송 상용화
- 2015년 : 회사명을 주식회사 티브로드로 변경. 주식회사 큐릭스홀딩스, 티브로드한빛방송, 티브로드서해방송, 티브로드도봉강북방송 합병
- 2017년 : 세종특별자치시 케이블TV사업자로 티브로드와 CMB가 동시 선정, 11월 1일 세종방송 개국
- 2020년 : SK브로드밴드와 합병

## 사업영역
- 케이블TV (아날로그/디지털)
- 초고속 인터넷
- VoIP

## 티브로드 지역방송국
| 방송국                | 서비스 지역        | 소재지                            | 경쟁 방송국               |
| --------------------- | ------------------ | --------------------------------- | ------------------------- |
| 티브로드 강서방송     | 서울 강서구        | 서울특별시 중구 을지로 158        |                           |
| 티브로드 광진성동방송 | 서울 광진구/성동구 | 서울특별시 강북구 도봉로81길 21   | 딜라이브 동서울케이블방송 |
| 티브로드 노원방송     | 서울 노원구        | 서울특별시 강북구 도봉로81길 21   | 딜라이브 노원케이블방송   |
| 티브로드 도봉강북방송 | 서울 도봉구/강북구 | 서울특별시 강북구 도봉로81길 21   |                           |
| 티브로드 동대문방송   | 서울 동대문구      | 서울특별시 동대문구 제기로38길 42 | CMB 동대문방송            |
| 티브로드 서대문방송   | 서울 서대문구      | 서울특별시 중구 을지로 158        | 딜라이브 서서울케이블방송 |
| 티브로드 종로중구방송 | 서울 종로구/중구   | 서울특별시 중구 을지로 158        | 딜라이브 중앙케이블방송   |

| 방송국            | 서비스 지역                      | 소재지                            |
| ----------------- | -------------------------------- | --------------------------------- |
| 티브로드 ABC방송  | 경기 안양시/과천시/의왕시/군포시 | 경기도 안양시 동안구 시민대로 194 |
| 티브로드 기남방송 | 경기 용인시/안성시/이천시/평택시 | 경기도 평택시 이화로 139-20       |
| 티브로드 수원방송 | 경기 수원시/오산시/화성시        | 경기도 수원시 팔달구 월드컵로 336 |
| 티브로드 한빛방송 | 경기 안산시/시흥시/광명시        | 경기도 안산시 단원구 적금로 120   |

| 방송국            | 서비스 지역                       | 소재지                    |
| ----------------- | --------------------------------- | ------------------------- |
| 티브로드 남동방송 | 인천 남동구 일원                  | 인천광역시 중구 우현로 13 |
| 티브로드 새롬방송 | 인천 서구 일원                    | 인천광역시 중구 우현로 13 |
| 티브로드 서해방송 | 인천 중구/동구/옹진군/강화군 일원 | 인천광역시 중구 우현로 13 |

| 방송국            | 서비스 지역    | 소재지                           | 경쟁 방송국  |
| ----------------- | -------------- | -------------------------------- | ------------ |
| 티브로드 세종방송 | 세종특별자치시 | 세종특별자치시 연기면 당산로 151 | CMB 세종방송 |

| 방송국            | 서비스 지역        | 소재지                             |
| ----------------- | ------------------ | ---------------------------------- |
| 티브로드 중부방송 | 충남 천안시/아산시 | 충청남도 천안시 동남구 수선정길 19 |

| 방송국            | 서비스 지역                             | 소재지                            |
| ----------------- | --------------------------------------- | --------------------------------- |
| 티브로드 전주방송 | 전북 완주군/전주시/무주군/진안군/장수군 | 전라북도 전주시 완산구 팔달로 295 |

| 방송국              | 서비스 지역                  | 소재지                         |
| ------------------- | ---------------------------- | ------------------------------ |
| 티브로드 낙동방송   | 부산 강서구/북구/사상구 일원 | 부산광역시 사하구 신산로 177-3 |
| 티브로드 동남방송   | 부산 남구/수영구             | 부산광역시 사하구 신산로 177-3 |
| 티브로드 서부산방송 | 부산 사하구/서구             | 부산광역시 사하구 신산로 177-3 |

| 방송국            | 서비스 지역        | 소재지                      | 경쟁 방송국  |
| ----------------- | ------------------ | --------------------------- | ------------ |
| 티브로드 TCN방송  | 대구 달서구/달성군 | 대구광역시 남구 현충로 87-2 | GCS 푸른방송 |
| 티브로드 대경방송 | 대구 서구          | 대구광역시 남구 현충로 87-2 |              |
| 티브로드 대구방송 | 대구 중구/남구     | 대구광역시 남구 현충로 87-2 |              |

## 같이 보기
- 티캐스트 (티브로드 계열의 MPP)

## 본점 및 지점 현황
- 본점: 경기도 수원시 영통구 창룡대로 260 (이의동, 광교센트럴비즈타워)
- (주)티브로드한빛방송: 경기도 안산시 단원구 적금로 120 (고잔동)
- (주)티브로드에이비씨방송: 경기도 안양시 동안구 시민대로 194 (호계동)
- (주)티브로드수원방송: 경기도 수원시 팔달구 월드컵로 335 (우만동)
- (주)티브로드기남방송: 경기도 평택시 이화로 139-20 (죽백동)
- (주)티브로드새롬방송,남동방송,서해방송: 인천광역시 중구 우현로 13 (사동)
- (주)티브로드전주방송: 전라북도 전주시 완산구 팔달로 295 (서노송동)
- (주)티브로드중부방송: 충청남도 천안시 동남구 수선정길 19 (영성동)
- (주)티브로드낙동방송,서부산방송,동남방송: 부산광역시 사하구 신산로 177-3 (신평동)
- (주)티브로드도봉강북방송,광진성동방송: 서울특별시 강북구 도봉로81길 21 (수유동)
- (주)티브로드종로중구방송,서대문방송,강서방송: 서울특별시 중구 을지로 158 (을지로4가)
- (주)티브로드대구방송,대경방송,TCN방송: 대구광역시 남구 현충로 87-2 (대명동)
- (주)티브로드세종방송: 세종특별자치시 연기면 당산로 151